# دعای عشرات
دعای عشرات دعایی است که علی بن ابی‌طالب به حسین بن علی تعلیم داده است، و شیعه آنرا جزو ادعیه معتبر می‌داند. بنا به منابع رواییِ تشیع، قرائت این دعا در هر صبح و شام به ویژه در عصر روز جمعه موردِ تاکید است. بر اساس روایاتِ شیعی، اثرات فراوانی نیز برای این دعا اشاره می‌شود.
دعای عشرات  در کتاب جمال الاسبوع تالیف سید بن طاووس، از شیخ طوسی و او از احمد بن محمد بن سعید بن عقده از علی بن حسن بن علی بن فضال از ثعلبه بن میمون از صالح بن فیض از ابن مریم از عبدالله بن عطا اشاره می‌نماید که محمد باقر از پدرش علی بن الحسین ... که علی بن ابی‌طالب این دعا را به حسین بن علی آموخت.
بخش اولیه این دعا، اینگونه آغاز می‌شود: بِسْمِ اللهِ الرَّحْمَنِ الرَّحِیمِ سُبْحَانَ اللهِ وَ الْحَمْدُ للهِ وَ لا إِلَهَ اِلّا اللهُ وَ اللهُ أَکْبَرُ وَ لا حَوْلَ وَ لا قُوَّةَ اِلّا بِاللهِ الْعَلِیِّ الْعَظِیمِ ...